# Gérard Leman
Gérard Mathieu Joseph Georges Leman (Liège, 1851. január 8. – Liège, 1920. október 17.) altábornagy, belga katona, első világháborús parancsnok. Hazájában háborús hősként tisztelik, annak ellenére, hogy csak a háború első hónapjában vett részt harccselekményekben.

## Pályafutása
Leman a belga király, I. Albert katonai tanácsadója volt a háború előtt. A háború kitörése előtt Albert a liège-i erődítményrendszer védelmével bízta meg Lemant. Az 1880-as években épült, némileg elavult erődítményrendszerben 12 megerősített támaszpont épült Liège köré. Lemannak összesen 70 000 fő állt a rendelkezésére, a reguláris csapatokat és a népfelkelőket is beleszámítva, amely nem volt elegendő a város és az erődítmények megfelelő védelméhez. Liège azonban stratégiai fontosságú volt a németeknek a Schlieffen-terv végrehajtásához: a város elfoglalása volt a kulcs az Ardennek megkerüléséhez és Belgium, valamint Franciaország északi részének elfoglalásához.
Mivel Leman tudta, hogy a Schlieffen-terv sikeréhez a város elfoglalása kulcsfontosságú volt, 18 000 főt állított munkába, hogy a város környéki erődítményeket helyreállítsák és megerősítsék. A városba látogató egyik belga miniszter megjegyezte, hogy a nagyszabású munkálatok veszélyezteti Belgium semlegességét és okot adhatnak Németországnak a háború kirobbantására. Lemant nem hatotta meg ezt és azt válaszolta: Belgium térden állva fogja megköszönni neki erőfeszítéseit, ha kitör a háború. Ha nem, akkor pedig nyugodtan lefokozhatják.
A város ostroma 1914. augusztus 5-én kezdődött és Leman vezetésével a belga csapatok súlyos veszteségeket okoztak az előrenyomuló 2. német hadseregnek. A német parancsnok, Ludendorff kénytelen volt elrendelni a zeppelinek és a nehéztüzérség bevetését. Liege ellen használták a Krupp művek által gyártott, 420 mm űrmérető „Kövér Berta” mozsarat is.
Bár a város augusztus 7-én elesett, az erődök védői továbbra is kitartottak. Augusztus 5 és 16 között azonban a súlyos tüzérségi támadások okozta károk miatt egymás után estek el az erődítmények, magát Lemant augusztus 16-án eszméletlenül mentették ki harcálláspontjáról, a Loncin-erődből .

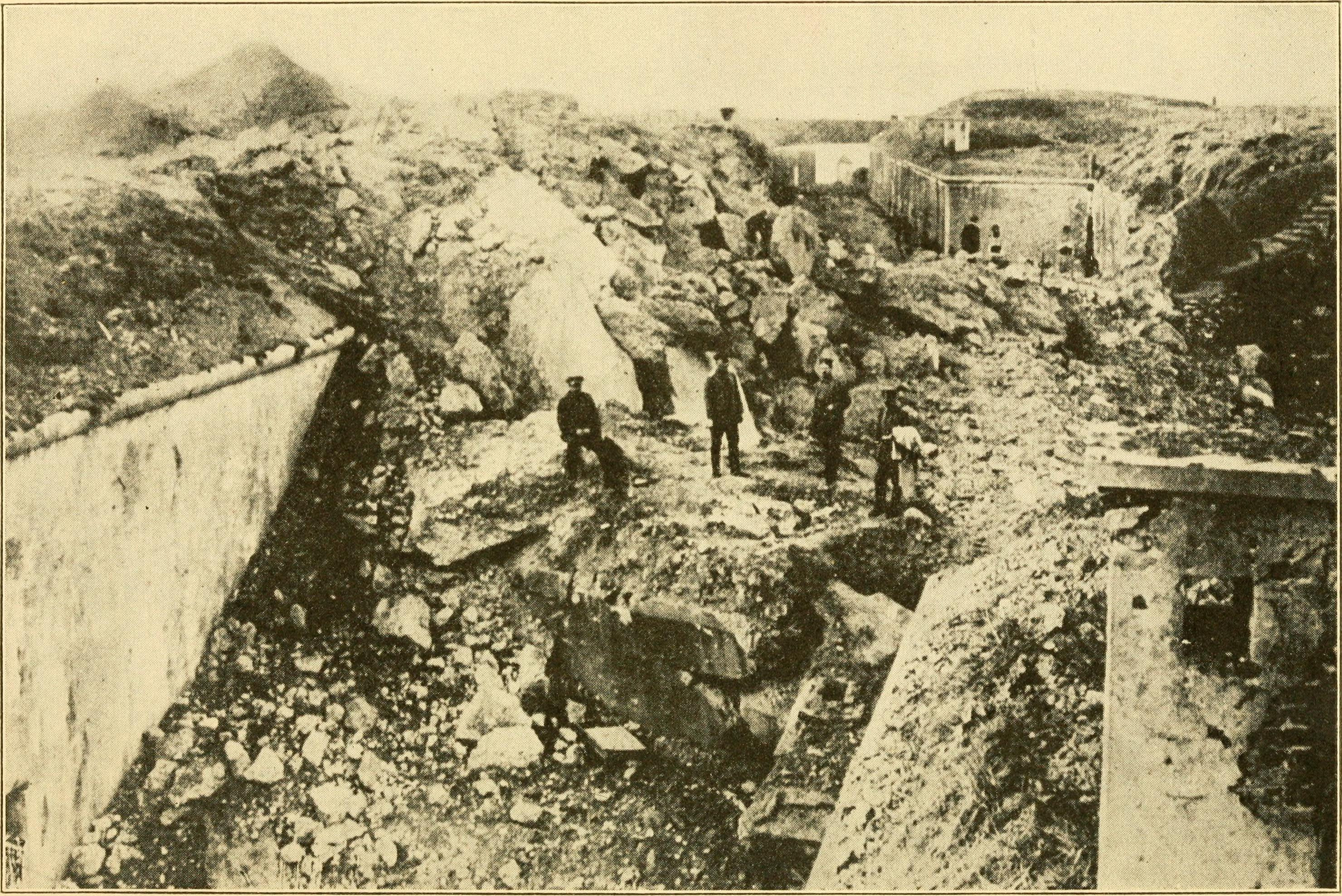
Fort Loncin, a város védelmét irányító Leman tábornok főhadiszállásának romjai

Leman maga így számolt be naplójában a német támadásról

…(augusztus) 11-én a németek 7 és 10 centiméteres ágyúkkal kezdtek lőni minket. 12-én és 13-án tüzet nyitottak a 21 centiméteres ágyúk is. De csak 14-én vetették be a legnagyobb fegyvereiket és kezdték meg az erődítmények lerombolását.
Azon a napon, délután 4 óra körül, egy német tiszt 200 lépésre közelítette meg az erődöt, jelzőzászlóval a kezében. Nem sokkal ezután az ostromlók, akik most már pontosabban tudtak célozni, félelmetes tüzelésbe kezdtek, amely több órán át tartott. A bal oldali lejtőn telepített üteg megsemmisült, az ellenség 21 centiméteres ágyúinak tüzében.
A támadás harmadik szakasza 15-én hajnali 5 órakor kezdődött, és megszakítás nélkül délután 2 óráig tartott. Egy gránát telibe találta azt a bunkert, ahol a harcálláspont volt. A robbanás erejétől minden fény kialudt és a tisztek majdnem megfulladtak a lőporfüsttől.
Amikor a tüzelés abbamaradt, kimerészkedtem, hogy megszemléljem a külső erődítményeket, amik eddigre teljesen romba dőltek. Pár perccel később a németek újrakezdték, mintha minden ágyújuk egyszerre tüzelt volna.

Az erődök elfoglalása ellenére a német támadás megakadt, ami jelentős fegyvertény volt a belga hadsereg részéről és lehetőséget adott a brit és francia csapatok mozgósítására és az erősítések beérkezésére.
Leman maga német hadifogságban töltötte a háborút és csak 1918-ban tért vissza Belgiumba, ahol hősnek kijáró fogadtatásban részesült. Útban a német hadifogolytáborba, Leman levelet írt I. Albertnek, amelyben beszámolt az erődítmények elfoglalásáról. Sorait ezzel zárt: „Akár életemet is adtam volna, hogyha ezzel jobban tudom Belgium szolgálni, de a halált megtagadták tőlem.”
Halála után a belga kormány október 21-ét nemzeti gyásznapnak nyilvánította és munkaszüneti napot rendelt el a közszolgálati intézményekben. Leman tábornokot az ixelles-i temetőben helyezték végső nyugalomra.

## Lásd még
- A liège-i csata (1914)
- Belgium hadba lépése (1914)
- Belgium az első világháborúban